# Лин (Тексас)
Лин (енгл. Linn) насељено је место без административног статуса у америчкој савезној држави Тексас.

## Демографија
По попису из 2010. године број становника је 801.
| Група             | 2000.    | 2010.       |
| Белци             | 0 (0,0%) | 70 (8,7%)   |
| Афроамериканци    | 0 (0,0%) | 0 (0,0%)    |
| Азијати           | 0 (0,0%) | 0 (0,0%)    |
| Хиспаноамериканци | 0 (0,0%) | 730 (91,1%) |
| Укупно            | 0        | 801         |